# امیرعباس انوری
امیرعباس انوری (زادهٔ ۱ تیر ۱۳۶۵ در تهران) جوجیتسوکار اسبق تیم ملی ایران و مربی تیم ملی جوجیتسو برزیلی ایران می باشد.
انوری سابقه مربی ‌گری تیم ملی جودو کم بینایان و همین طور عضویت کمیسیون مربیان فدراسیون انجمن های ورزش های رزمی را دارد.

## سوابق ورزشی

### تیم ملی جوجیتسو برزیلی
با هدایت امیرعباس انوری تیم ملی جوجیتسو برزیلی ایران  در مسابقات گرند اسلم استانبول ترکیه ۲۰۲۴ با کسب ۹ مدال، شامل ۵ مدال طلا، ۳ نقره و ۱ برنز در بین ۶۰ تیم شرکت کننده با کسب مقام قهرمانی به کار خود پایان داد.

### تیم ملی گراپلینگ
در مسابقات قهرمانی آسیا در قرقیزستان، تیم ملی ایران بعد از ۶ سال برای اولین موفق به کسب مقام نائب قهرمانی در این مسابقات شد.